# シルヴィ・テリエ
シルヴィ・テリエ （Silvie Tellier、1978年 - ）は、フランスのナント市出身の弁護士、ミス・フランス委員会会長。2001年にミス・リヨンに選出され 、2002年に第72代ミス・フランスに選出される

## 略歴

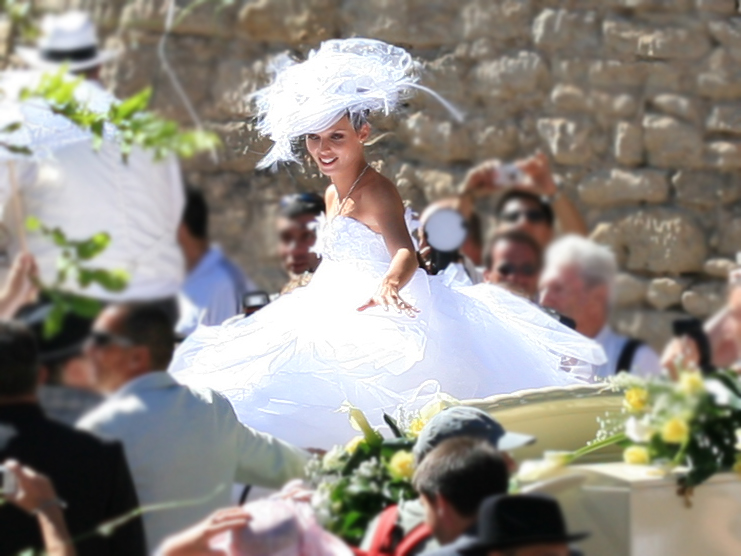
Sylvie Tellier, 2007

フランスのナント市で生まれ、ノルマンディー地方で育ち、幼少期はクラシック・バレエやモダンダンスに励む。ナント大学で法学を学んだ後、リヨン第三大学法学部で商法・租税法の修士号を取得。リヨン弁護士養成学校(IEJ)で司法試験の準備をしていた。
2001年にミス・リヨンに選出され、2002年にミス・フランスに選出された後、リヨン市広報担当やジャーナリストとして活躍した後、2007年からミス・フランス及びミス・ヨーロッパ委員会会長を務めている。